# Cowgirls
Denne side handler om den danske musikgruppe. For mere generel betydning, se Cowboy.
Cowgirls var en dansk countrytrio bestående af sangerne Sanne Salomonsen, Lis Sørensen og Tamra Rosanes, der i 2001 indspillede et enkelt album og gav en række koncerter i forlængelse heraf.
Tamra Rosanes var den eneste fra gruppen, der inden albummet havde beskæftiget sig aktivt med country-genren, og det var hende, der i slutningen af 1990'erne tog initiativet ved at spørge Sanne Salomonsen, som hun havde kendt gennem mange år, om ikke de skulle lave et countryalbum sammen. Senere fik hun også Lis Sørensen med på ideen, og de tre sangere gav sig til at lytte til en række countrysange. De valgte derpå 16 sange ud, som de med overvejende amerikanske musikere og blandt andet Ivan Pedersen som producer indspillede i et studie i Nashville. Af disse sange blev 11 valgt ud til det album, der fik titlen Girls Night Out.
Efter udgivelsen af albummet drog trioen på en længere danmarksturné i de første måneder af 2002. Der kom dog ikke mere ud af samarbejdet, og de tre sangere gik efterfølgende igen hver til sit, idet de dog senere i visse situationer har optrådt sammen igen.

## Diskografi
- Girls Night Out (2001)